# Septembrie 2006
Acest articol este generat integral pe baza informațiilor din articolul 2006 și este actualizat periodic de un robot.
 Editările făcute în articol vor fi șterse la următoarea actualizare! Dacă doriți să faceți modificări, editați articolul-sursă.

ianuarie -
februarie -
martie -
aprilie -
mai -
iunie -
iulie -
august -
septembrie -
octombrie -
noiembrie -
decembrie
Septembrie 2006 a fost a noua lună a anului și a început într-o zi de vineri.

## Evenimente

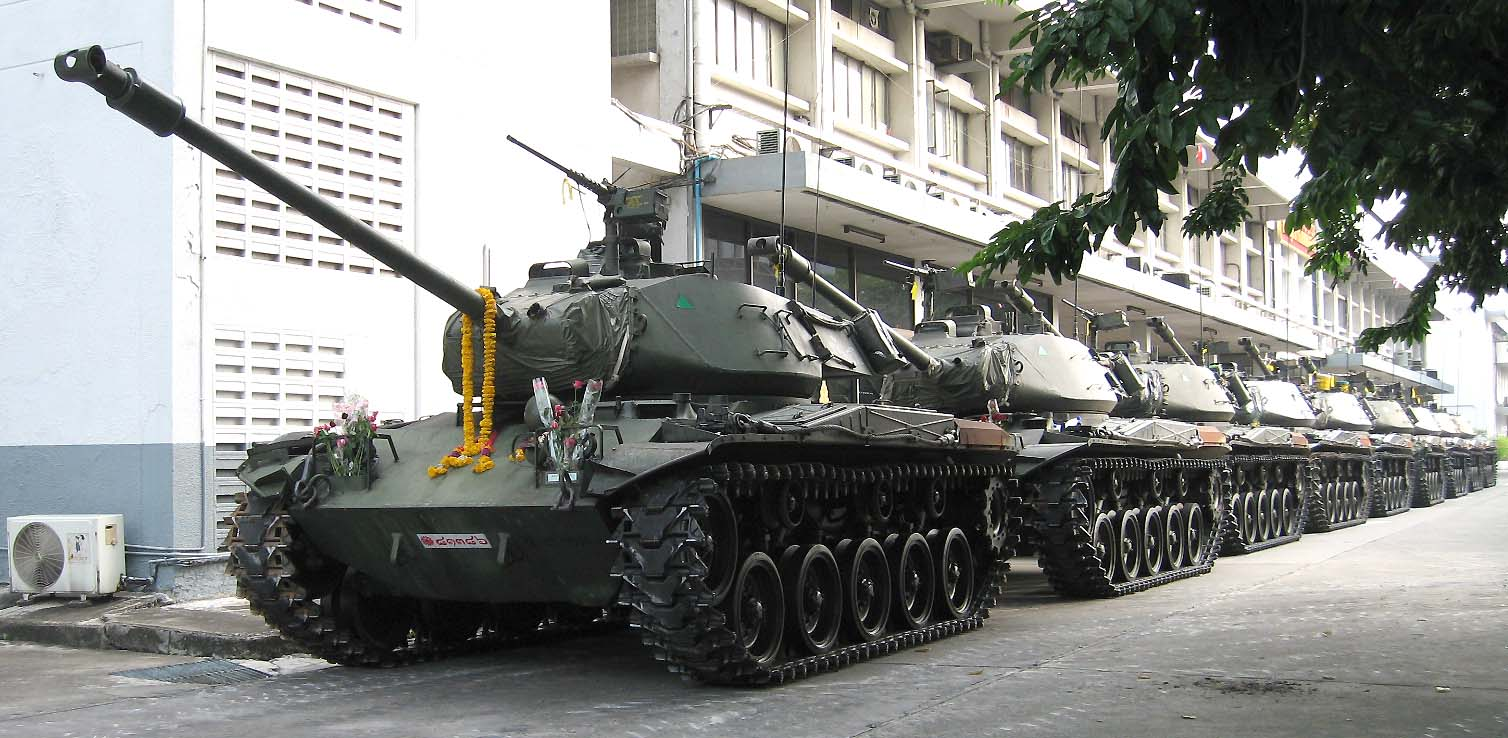
Lovitura de stat în Thailanda

- 1 septembrie: Leul românesc trece la convertibilitate totală.
- 7 septembrie: După șapte săptămâni de restricții, Israelul pune capăt blocadei impuse Libanului.
- 12 septembrie: În cadrul unui discurs la Universitatea din Regensburg, Papa Benedict al XVI-lea a citat un pasaj critic la adresa Islamului, stârnind proteste de masă în rândul musulmanilor.
- 13 septembrie: Cea mai mare planetă pitică a sistemului solar, cunoscută până acum sub numele 2003 UB313, primește numele oficial Eris.
- 19 septembrie: Armata Regală Thai răstoarnă guvernul prim-ministrului Thaksin Shinawatra printr-o lovitură de stat
- 20 septembrie: La București, timp de trei zile, se desfășoară Congresul european de istorie a religiilor. Este prima manifestare de acest gen organizată într-o țară din sud-estul Europei.
- 28 septembrie: Congresul Francofoniei la București.

## Nașteri
- 6 septembrie: Prințul Hisahito, singurul nepot al împăratului Akihito al Japoniei

## Decese
- 1 septembrie: György Faludy, 95 ani, scriitor maghiar (n. 1910)
- 4 septembrie: Giacinto Facchetti, 64 ani, fotbalist italian (n. 1942)
- 4 septembrie: Steve Irwin (n. Stephen Robert Irwin), 44 ani, personalitate a TV australiene (n. 1962)
- 6 septembrie: Paul Cernovodeanu, 79 ani, istoric român (n. 1927)
- 13 septembrie: Douglas Dodds-Parker, 97 ani, politician britanic (n. 1909)
- 14 septembrie: Silviu Brucan (n. Saul Bruckner), 90 ani, comunist român de etnie evreiască (n. 1916)
- 15 septembrie: Oriana Fallaci, 77 ani, scriitoare italiană (n. 1929)
- 16 septembrie: Doru Pruteanu, 50 ani, politician român (n. 1955)
- 17 septembrie: Aristide Buhoiu, 68 ani, reporter, realizator TV și scriitor român (n. 1938)
- 21 septembrie: Boz Burrell (n. Raymond Burrell), 60 ani, muzician britanic (King Crimson, Bad Company), (n. 1946)
- 24 septembrie: Tetsurō Tamba, 84 ani, actor și actor de voce japonez (n. 1922)
- 28 septembrie: Dan Goanță, 51 ani, jurnalist român (n. 1955)
- 28 septembrie: Virgil Ierunca (n. Virgil Untaru), 86 ani, critic literar, publicist și scriitor român (n. 1920)
- 29 septembrie: Edmond Deda, 86 ani, compozitor român de etnie evreiască (n. 1921)
- 29 septembrie: Michel Demuth, 67 ani, scriitor francez (n. 1939)
- 30 septembrie: André Schwarz-Bart, 78 ani, scriitor francez (n. 1928)
- 30 septembrie: András Sütő, 79 ani, scriitor român de etnie maghiară (n. 1927)
- 30 septembrie: Jun Tatara, 89 ani, actor japonez de film (n. 1917)